# Kenny Acheson
Kenneth Henry Acheson (Cookstown, 1957. november 27. –) angol autóversenyző.

## Korai évek
Édesapja egy Ulsteri cég tulajdonosa aki versenyzett motorversenyzőként illetve Formula Ford versenyautókkal. 1976-ban kipróbálta az apja Crossle versenygépét és mivel egész jól ment vele, így elindult a helyi bajnokságban is amit 1977-ben megnyert.
1979-ben már Angliában versenyzett a Formula Ford bajnokságban ahol két év alatt 29 futamon győzedelmeskedett az RMC csapat színeiben.
1980-tól már a Formula–3-ban indult egy öreg Ralt versenyautóval, de így is 3 futamon győzedelmeskedett. 1981-ben már a Murray Taylor Racing-gal versenyzett amivel az utolsó futamig bajnok esélyes volt, de a végén egy kis hiba miatt Stefan Johanssonnal szemben alul maradt.1982-ben már az Európa Bajnokságon indult és a hetedik helyet szerezte meg. 1983 elején már Maurer csapatban látjuk, de a szezont nem fejezi be.

## Formula–1
Kenny a John MacDonald féle RAM March versenyautóval kötött szerződést az RMC támogatásával. A brit nagydíjtól kezdve próbálkozott az indulók közé kerülni, de az adott technika ezt csak a dél-afrikai nagydíjon engedte, ahol is 6 kör hátránnyal a 12. helyen végzett.
Az 1984-es évben nem versenyzett, csak egy évre rá Manfred Winkelhock halálos balesete után kapott ismét lehetőséget. A rettentő gyenge RAM 03 Hart motoros versenygéppel az osztrák és olasz futamokon tudott elindulni, ahol sajnos eredményeket nem ért el a motor meghibásodása miatt.

## Teljes Formula–1-es eredménysorozata
(Táblázat értelmezése)

(Félkövér: pole-pozícióból indult; dőlt: leggyorsabb kört futott) 

| Év   | Csapat                      | 1   | 2   | 3   | 4   | 5   | 6   | 7   | 8   | 9      | 10     | 11     | 12     | 13     | 14     | 15     | 16  | Helyezés | Pont |
| ---- | --------------------------- | --- | --- | --- | --- | --- | --- | --- | --- | ------ | ------ | ------ | ------ | ------ | ------ | ------ | --- | -------- | ---- |
| 1983 | RAM Automotive Team March   | BRA | USW | FRA | SMR | MON | BEL | DET | CAN | GBR NK | GER NK | AUT NK | NED NK | ITA NK | EUR NK | RSA 12 |     | -        | 0    |
| 1985 | Skoal Bandit Formula 1 Team | BRA | POR | SMR | MON | CAN | DET | FRA | GBR | GER    | AUT Ki | NED NK | ITA Ki | BEL    | EUR    | RSA    | AUS | -        | 0    |

## Későbbi évek
Ebben (1984) az évben ellátogatott az amerikai CART bajnokságban. Nevezett az Indy 500as futamra de nem jutott az indulók közé,majd még további három futamon próbálkozott de vajmi kevés sikerrel.
A következő évben kipróbálta a Formula–3000-es sorozatot Zeltwegben Eddie Jordan egyik versenyautójával, de itt sem ért el semmilyen eredményt. Ezekben az években csak Japánban versenyzett az ottani szériában illetve ott is élt.
Csak 1988-ban tért vissza, hogy indulhasson Le Mansban egy Sauber-Mercedessel, bár ekkor még nem volt sikeres. A következő évben már teljes szezonban indult Mauro Baldi társaként és két futamot megnyertek. A 90-es évek elején csak Le Mans-ban indult,hol Nissan hol Jaguar hol pedig Toyota verseny gépekkel. Egészen 1995-ig versenyzett itt. 1996-ban a Daytona 24 óráson indult ahol egy rettenetesen nagy baleset után saját maga szállt ki Lister Storm gépéből.
Manapság Bradford-upon-Avon-ban él feleségével ahol egy közös vállalkozást üzemeltetnek.

## Fordítás
- Ez a szócikk részben vagy egészben  a   Kenny_Acheson című angol Wikipédia-szócikk fordításán alapul.  Az eredeti cikk szerkesztőit annak laptörténete sorolja fel. Ez a jelzés csupán a megfogalmazás eredetét és a szerzői jogokat jelzi, nem szolgál a cikkben szereplő információk forrásmegjelöléseként.